# Ringwall Güldenberg

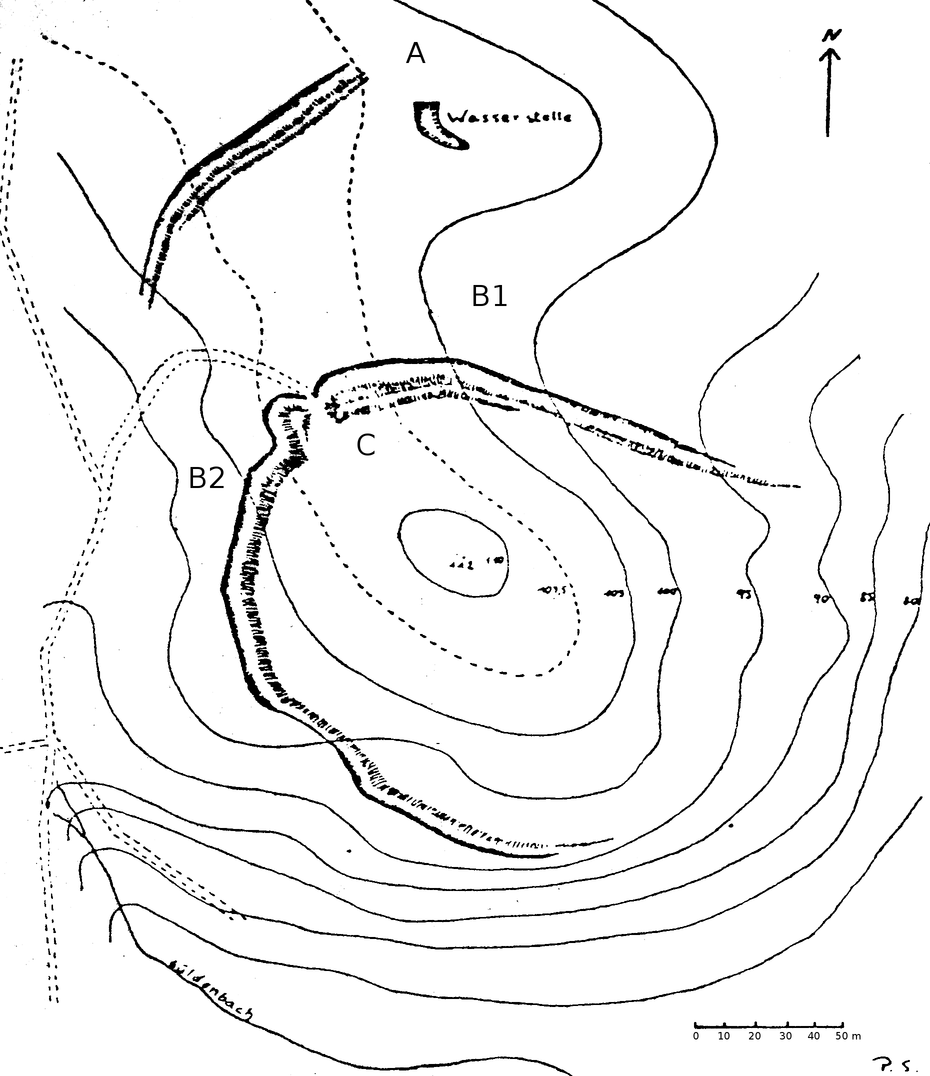
Grundrisszeichnung

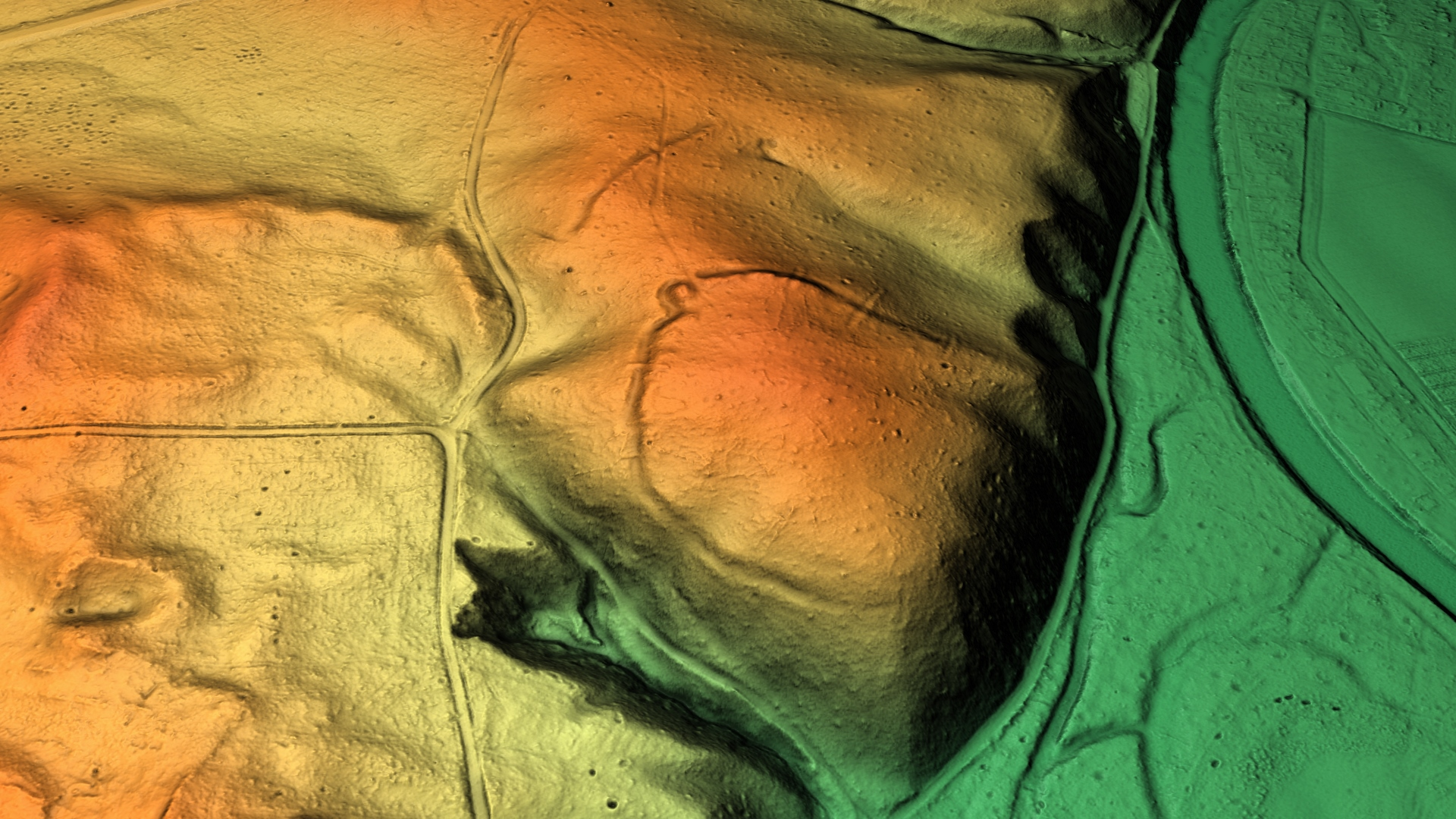
3D-Ansicht des digitalen Geländemodells

Der Ringwall Güldenberg ist eine Befestigungsanlage (Höhenburg) aus der Eisenzeit im Ortsteil Altenrath von Troisdorf.

## Objektbeschreibung
Reste der Erdwälle auf dem Güldenberg (130 m ü. NHN) sind am Ostrand der Wahner Heide, etwa 2500 m südlich von Altenrath und 1200 m südwestlich von Lohmar heute noch vorhanden. Hier wurde der bestgeeignete Punkt für die Anlage ausgewählt, nämlich die Bergkuppe. Nach Osten fällt das Gelände steil ab und wird im Süden durch einen Siefen abgeriegelt. Nach Westen und Norden geht das Gelände in die Hochfläche der Heideterrasse über. Daher findet sich hier ein Vorwall mit vorgelegtem Graben. Dahinter ist der Ringwall am stärksten ausgebildet, bis vier Meter hoch; ein breiter Graben ist vorgelegt. Hier ist das Tor mit Erdbrücke über den Graben zu erkennen. Vor dem Steilhang laufen Wall und Graben allmählich aus. Umschlossen wird dadurch ein hufeisenförmiger, etwa 170 × 180 m großer Raum.
Der Ringwall weist Ähnlichkeiten zur Erdenburg in Moitzfeld im Norden und zu einer Anlage auf dem Petersberg im Süden auf.

## Geschichte
Aus den Scherbenfunden bei Ausgrabungsarbeiten im Jahr 1936 schließen Historiker, dass die Anlage zur La-Tène-Zeit von 1000 bis 50 v. Chr., somit in der Bronze- oder Eisenzeit errichtet wurde. Eine Untersuchung von Brandresten mit der Radiokarbonmethode hat bisher nicht stattgefunden. Eine solche könnte ein ähnliches Ergebnis wie bei der Erdenburg haben, bei der sich ein Alter von 310 ± 80 v. Chr. ergeben hat.

## Bodendenkmal
Die Ringwallanlage ist als Bodendenkmal SU-061 im Verzeichnis der Bodendenkmäler im Rheinland eingetragen.